# Alpenpokal 1981
Der Alpenpokal 1981 war die 21. Auflage des Fußballwettbewerbs. FC Basel gewann das Finale gegen FC Sochaux.

## Gruppenphase

### Gruppe A
| Pl.                                                              | Verein             | Sp. | S | U | N | Tore    | Diff. | Punkte | Bonus | Gesamt |
| ---------------------------------------------------------------- | ------------------ | --- | - | - | - | ------- | ----- | ------ | ----- | ------ |
| 1.                                                               | FC Basel           | 4   | 3 | 0 | 1 | 009:400 | +5    | 06     | 2     | 8      |
| 2.                                                               | Girondins Bordeaux | 4   | 2 | 1 | 1 | 006:200 | +4    | 05     | 1     | 6      |
| 3.                                                               | SC Bastia          | 4   | 1 | 1 | 2 | 007:100 | −3    | 03     | 1     | 4      |
| 4.                                                               | FC Lausanne-Sport  | 4   | 0 | 2 | 2 | 003:900 | −6    | 02     | 0     | 2      |
| 1 Bonuspunkt pro Spiel, das mit 3 oder mehr Toren gewonnen wird. |                    |     |   |   |   |         |       |        |       |        |

| 4. Juli 1981       |     |                    |
| FC Basel           | 0:3 | Girondins Bordeaux |
| FC Lausanne-Sport  | 1:1 | SC Bastia          |
| 11. Juli 1981      |     |                    |
| FC Basel           | 4:1 | SC Bastia          |
| Girondins Bordeaux | 1:1 | FC Lausanne-Sport  |
| 15. Juli 1981      |     |                    |
| Girondins Bordeaux | 0:1 | FC Basel           |
| SC Bastia          | 5:1 | FC Lausanne-Sport  |
| 18. Juli 1981      |     |                    |
| SC Bastia          | 0:4 | FC Basel           |
| FC Lausanne-Sport  | 0:2 | Girondins Bordeaux |

### Gruppe B
| Pl.                                                              | Verein          | Sp. | S | U | N | Tore    | Diff. | Punkte | Bonus | Gesamt |
| ---------------------------------------------------------------- | --------------- | --- | - | - | - | ------- | ----- | ------ | ----- | ------ |
| 1.                                                               | FC Sochaux      | 4   | 2 | 2 | 0 | 011:200 | +9    | 06     | 2     | 8      |
| 2.                                                               | AJ Auxerre      | 4   | 1 | 2 | 1 | 007:700 | ±0    | 04     | 0     | 4      |
| 3.                                                               | FC Sion         | 4   | 1 | 1 | 2 | 005:800 | −3    | 03     | 0     | 3      |
| 4.                                                               | Neuchâtel Xamax | 4   | 0 | 3 | 1 | 004:100 | −6    | 03     | 0     | 3      |
| 1 Bonuspunkt pro Spiel, das mit 3 oder mehr Toren gewonnen wird. |                 |     |   |   |   |         |       |        |       |        |

| 4. Juli 1981    |     |                 |
| FC Sion         | 4:2 | AJ Auxerre      |
| FC Sochaux      | 6:0 | Neuchâtel Xamax |
| 11. Juli 1981   |     |                 |
| Neuchâtel Xamax | 1:1 | FC Sochaux      |
| AJ Auxerre      | 2:0 | FC Sion         |
| 15. Juli 1981   |     |                 |
| Neuchâtel Xamax | 1:1 | AJ Auxerre      |
| FC Sochaux      | 3:0 | FC Sion         |
| 18. Juli 1981   |     |                 |
| FC Sion         | 1:1 | FC Sochaux      |
| AJ Auxerre      | 2:2 | Neuchâtel Xamax |

## Finale
Das Spiel fand am 29. September 1981 in Basel statt.
|          | Ergebnis              |            |
| -------- | --------------------- | ---------- |
| FC Basel | 2:2 n. V. (5:3 i. E.) | FC Sochaux |